# Bar-Pigen fra Alaska
Bar-Pigen fra Alaska er en amerikansk stumfilm fra 1919 af Allen Holubar.

## Medvirkende
- Dorothy Phillips som Joan Gray
- Joseph W. Girard som John Gray
- Lon Chaney som Bateese Le Blanc
- Priscilla Dean som Marie
- William Stowell som Jim Blood